# Economía púrpura
La economía púrpura es la parte de la economía que contribuye al desarrollo sostenible fomentando el potencial cultural de bienes y servicios y hace parte de la cultura.

## Definición
«La economía púrpura hace referencia a tener en cuenta aspectos culturales en la economía. Designa una economía que se adapta a la diversidad humana dentro de la globalización y que se basa en la dimensión cultural para valorizar bienes y servicios». Estas dos tendencias, horizontal y vertical, se alimentan mutuamente. En efecto, el aumento del componente cultural asociado a los productos está ligado a la vitalidad cultural de cada territorio.

## Economía de los territorios
El Llamamiento internacional del 7 de junio de 2020, firmado por arquitectos, chefs, premios Nobel de Economía y líderes de organizaciones internacionales, la define como una economía de los territorios. Los «que mejor preserven los elementos originales de su identidad podrán beneficiarse, si logran desarrollarlos con éxito, en verdaderas “ventajas competitivas”. Esta revitalización cultural [del] entorno local no significa una falta de interés en sociedades distantes. [El] apetito por otras culturas y la necesidad de conocerlas mejor no puede evitar expandirse en el mundo del mañana». Desde este punto de vista, la economía púrpura es universal por naturaleza. «Todos los territorios, incluidos aquellos con menos recursos económicos y tecnológicos, pueden tener un mensaje cultural a transmitir. Por lo tanto, se trata de ofrecer a cada uno de ellos la oportunidad para mostrar que los hace únicos, en un mundo cuya estandarización sería señal de empobrecimiento y desvitalización».

## La creciente relevancia de la cultura
El contexto de la economía púrpura es el de la creciente importancia de la cultura en la sociedad contemporánea. Entre los factores involucrados se encuentran en particular: un reajuste económico y político global a favor de los países emergentes, una vuelta a los entornos locales (considerados nuevo polos de estabilidad), nuevas formas de reivindicación (a raíz del derrumbamiento de las grandes ideologías), una creciente demanda social de calidad basada en el consumo cultural (que está asociado con las lógicas de democratización, individualización y mayores expectativas de vida), enfoques innovadores (que suponen un espíritu cultural, de interdisciplinariedad, propicio para la serendipia).

## Ámbito de aplicación
La economía púrpura tiene un carácter transversal en el sentido de que valoriza todos los bienes y servicios, independientemente del sector, basándose en la dimensión cultural. La economía sensorial y experiencial es una aplicación de ello. Se diferencia de la economía de la cultura, la cual se basa en una lógica sectorial.
En junio de 2013, se publicaron las conclusiones de un primer grupo de trabajo interinstitucional sobre la economía púrpura, formado por expertos de la UNESCO, de la OCDE, de la Organización Internacional de la Francofonía, de ministerios franceses, de varias empresas y de la sociedad civil. Este documento pone de relieve el impacto del fenómeno de la culturización, que en la actualidad afectaría a cualquier economía, con consecuencias para el empleo y la formación. El informe distingue así entre empleos púrpuras y profesiones purpurantes: los primeros están directamente relacionados con el entorno cultural por su finalidad (por ejemplo, los urbanistas y planificadores), mientras que las segundas solo están llamadas a transformarse por el efecto de la culturización (por ejemplo, los puestos en recursos humanos o los puestos en marketing y comunicación).
Otro documento de referencia publicado en junio de 2017 menciona diferentes aspectos del entorno humano en los que la economía puede producir beneficios culturales: formación, arquitectura, arte, colores, ética, imaginación, patrimonio, entretenimiento, habilidades sociales, singularidad, etc.

## Origen
El término surgió en Francia en 2011 en un manifiesto publicado en Le Monde.fr. Entre los firmantes figuran los gestores de la asociación Diversum, que en octubre de 2011 organizó en París el primer Foro Internacional de la Economía Púrpura con el patrocinio de la UNESCO, del Parlamento Europeo y de la Comisión Europea. El concepto fue inventado por Jérôme Gouadain que luego lo teorizó a través de la asociación Diversum y más tarde gracias al Prix Versailles.

## Vinculación con el desarrollo sostenible
La economía púrpura subraya la presencia de externalidades: el entorno cultural al que recurren los agentes y en el que, a cambio, dejan su huella es un bien común. Como consecuencia, la economía púrpura sitúa la cultura como un eje del desarrollo sostenible.
Además, la cultura ha constituido desde el principio todo un reto del desarrollo sostenible. En efecto, la responsabilidad social empresarial tiene su origen en el Pacto Internacional de Derechos Económicos, Sociales y Culturales, adoptado por las Naciones Unidas en 1966.
Este reto no es más que uno de los componentes del desarrollo sostenible, junto a las preocupaciones relacionadas con el entorno natural (economía verde) y las relacionadas con el entorno social (economía social). El carácter complementario de estos componentes de la economía sostenible se reafirmó en una convocatoria publicada en 2015 en Le Monde Économie con anterioridad a la 21ª Conferencia de las Naciones Unidas sobre Cambio Climático.